# Jef Hinderdael
August Jozef Henricus (Jef) Hinderdael (Gent, 11 maart 1877 – Soest, 2 februari 1948) was een Belgisch en Nederlands drukker, uitgever en journalist. Pseudoniem Neel Hiddar.

## Loopbaan
Jef Hinderdael was tot 1918 in België onder meer drukker en uitgever van de tijdschriften met een radicaal-Vlaamse strekking De Tijdgeest en De Goedendag. In 1915 werd hij redacteur van het dagblad De Vlaamsche Post wat in Gent verscheen. Na het einde van de Eerste Wereldoorlog vluchtte hij naar Nederland omdat hij in zijn geboorteland wegens activistische praktijken en pro-Duitse houding bij verstek veroordeeld was tot twintig jaar dwangarbeid. Hij werkte onder eigen naam en onder zijn pseudoniem Neel Hiddar mee aan het weekblad Cinema en Theater. 
Tussen 1920 en 1922 publiceerde Hinderdael een reeks Vlaams-nationalistische tijdschriften en brochures. Hij ging in Soest wonen en verkreeg de Nederlandse nationaliteit. In de jaren dertig werd Hinderdael lid van de Nationaal-Socialistische Beweging. Van 1936 tot de opheffing van het blad in 1944 was hij hoofdredacteur van De Hollandsche Post, een tijdschrift waarin hij zich sterk maakte voor zijn Groot-Nederlandse, Dietse ideaal. In Soest was Hinderdael woonachtig aan de Kolonieweg, waarmee hij een buurman was van de illustrator Johan Herman Isings. De twee kwamen in conflict nadat Hinderdael meermaals ongevraagd De Hollandsche Post bij Isings door de bus had gedaan en de illustrator daarop te kennen gaf dat hij vanuit zijn christelijke overtuigingen sterke bezwaren had tegen de pro-Duitse houding van de periodiek. In 1937/38 verbleef Hinderdael samen met zijn oude bekende, de historicus (Robert) Paul Oszwald, langere tijd op het propagandacentrum Gut Thansen op de Lüneburger Heide, een door Alfred Töpfer gefinancierde modelboerderij die in dienst stond van het werk de Verein für Deutsche Kulturbeziehungen im Ausland. Tijdens zijn verblijf kwam het centrum onder directe controle van de SS te staan. Hinderdael werd hier gewonnen voor het Duitse nationaalsocialisme.
Hij schreef over deze ommekeer in zijn Brieven van de Lüneburger Heide, die verschenen in De Hollandsche Post. Historicus Ivo Schöffer merkt op dat het blad tijdens de Bezetting afstand nam van de Groot-Nederlandse gedachte en vooral SS-gezinde stukken publiceerde. Hinderdael bleef ook in de Tweede Wereldoorlog als journalist en uitgever werkzaam en vluchtte in september 1944 naar Gut Thansen. Mei 1945 werd hij gearresteerd werd. 
Na de oorlog werd Hinderdael geïnterneerd in het strafkamp Amersfoort. November 1947 werd hij veroordeeld tot twee jaar en zes maanden gevangenisstraf (met aftrek van voorarrest) wegens het maken van Duitse propaganda in oorlogstijd. Tijdens zijn gevangenschap bekeerde hij zich tot het rooms-katholicisme en schreef hij 800 gedichten. Hij stierf na zijn vrijlating. 

## Publicaties
- Het bestaan eener bewuste Godheid overtuigend aangetoond, Temse 1909
- Staat en Volk. Een natuurfilosofische verklaring en bevestiging van het Vlaamsche Aktivisme, Antwerpen 1918 (het boek verscheen kennelijk opnieuw onder de auteursnaam van Felix Ortt, Natuurphilosophische beschouwing, toegepast op het Vlaamsche vraagstuk, Blaricum 1920)
- Een spel van groote kinderen, Zutphen 1938
- Brieven van de Lüneburger Heide, Soest 1938 (Duitse vertaling: Ich fand zu Deutschland. Briefe eines Niederländers, met een voorwoord van Paul Oszwald, Wolfshagen-Scharbeutz 1941, 2e dr. 1943)
- Schaduwen Gods, 1940 (gedichten)
- 'Voorwoord' , in: Marnix van St. Aldegonde voor den Rijksdag te Worms (1578), Den Haag 1941 (ook in het Duits)